# Orbit@home
Orbit@home — проект добровольных вычислений, целью которого является слежение за орбитами всех малых тел, проходящих рядом с Землёй. Проект основан на платформе BOINC и ORSA (Orbit Reconstruction, Simulation and Analysis — Реконструкция, Моделирование и Анализ Орбит). Проект поддерживается NASA. Более полную информацию можно получить на сайте проекта ORSA.

## История проекта
- 3 марта 2008 год — закончена настройка новых серверов и открыта свободная регистрация участников проекта.
- 11 апреля 2008 года — выпущена версия клиента orbit@home для ОС Windows.
- 6 октября 2008 года — смоделировано падение астероида 2008 TC3 на теневую сторону Земли. На сайте проекта выложена анимация, иллюстрирующая процесс падения[1].
- 16 февраля 2013 года — проект остановлен из-за недостатка финансирования[2].
- 23 июля 2013 года на сайте проекта появилась информация о возможном возобновлении работы осенью 2013 года[3].
- По состоянию на январь 2019 года, проект остановлен.